# Гражданский (Челябинская область)
Гражда́нский — посёлок в Карталинском районе Челябинской области России. Входит в состав Южно-Степного сельского поселения.

## География
Посёлок находится на берегу реки Карагайлы-Аят, на расстоянии 35 км к юго-востоку от города Карталы, административного центра района.

## История
Основан в 1937 году при ферме № 2 совхоза «Южно-Степной». В 1963 году посёлок Заречье переименован в Гражданский.

## Население
| 2002 | 2010 |
| ---- | ---- |
| 164  | ↘76  |

## Улицы
- ул. Набережная,
- ул. Степная,
- ул. Центральная.

## Инфраструктура
В посёлке действуют клуб и фельдшерско-акушерский пункт.